# Henry Ronald Hall
Henry Ronald Hall, britanski general, * 1895, † 1984.